# Lill-Tannträsket (Lycksele socken, Lappland, 716676-163530)
Lill-Tannträsket är en sjö i Lycksele kommun i Lappland och ingår i Umeälvens huvudavrinningsområde. Sjön har en area på 0,119 kvadratkilometer och ligger 250 meter över havet.

## Delavrinningsområde
Lill-Tannträsket ingår i det delavrinningsområde (716809-163343) som SMHI kallar för Utloppet av Stor-Tannträsket. Medelhöjden är 262 meter över havet och ytan är 17,92 kvadratkilometer. Räknas de 18 avrinningsområdena uppströms in blir den ackumulerade arean 140,55 kvadratkilometer. Tannbäcken som avvattnar avrinningsområdet har biflödesordning 2, vilket innebär att vattnet flödar genom totalt 2 vattendrag innan det når havet efter 149 kilometer. Avrinningsområdet består mestadels av skog (78 procent). Avrinningsområdet har 1,5 kvadratkilometer vattenytor vilket ger det en sjöprocent på 8,3 procent.